# جيمي نولز (لاعب كرة قدم)
جيمي نولز (بالإنجليزية: Jimmy Knowles) هو لاعب كرة قدم بريطاني، ولد في 27 فبراير 2001 في ساتون، لندن في المملكة المتحدة. لعب مع نوتينغهام فورست.